# Rascheid
Rascheid település Németországban, Rajna-vidék-Pfalz tartományban. Lakosainak száma 464 fő (2023. december 31.). Rascheid Hermeskeil, Geisfeld és Beuren községekkel határos.

## Népesség
A település népességének változása:
| Lakosok száma | 531  | 468  | 474  | 476  | 471  | 464  |
|               | 1975 | 2017 | 2019 | 2021 | 2022 | 2023 |